# Karl August Benirschke
Karl August Benirschke ( 19. prosinec 1877 Dornbach u Vidně - 20. leden 1947 Vídeň) byl rakouský architekt a stavitel ve Vídni.

## Život
Karl August Benirschke se narodil v roce 1877 v tehdejším Dornbachu u Vídně (Vídeň 17) v rodině kovářského mistra. V roce 1896 ukončil studium na průmyslové škole ve Vídni. Po tříleté praxi v roce 1899 začal studovat na Akademii výtvarného umění ve Vídni u Victora Lunze do roku 1902. V roce 1904 získal stavební koncesi a založil s Rudolfem Wiehartem stavební společnost K. A. Benirschke& Rudolf Weihart. Zemřel po dlouhé nemoci ve věku 70 let ve Vídni a je pochován na hřbitově v Dornbachu.

### Rodina
Otec Leopold Augusta Benirschke (narozen 1839) byl kovářem v Dornbachu, matka Antonia rozená Herbrecht (1842–1906). V roce 1922 se oženil s Johannou rozenou Stummvoll (zemřela v roce 1980). Jejich manželství bylo bezdětné. Karl August Benirschke měl dva bratry Augusta (narozen 1880) a Johanna (narozen 1882)

## Dílo
Jeho dílo a společnost je málo známe a často se zaměňuje s Karl Johannem Benirschkem (1875–1941), který také studoval na Akademii výtvarného umění u Victora Lunze v období 1897–1899 a pak u Otto Wágnera (1841–1918) do 1902. Od roku 1906 se usadil v Saské Kamenici a působil v Sasku, Čechách a Moravě.
Karl August Benirschke projektoval a stavěl ve spolupráci s Rudolfem Wiehertem ve historizujícím stylu. Prokazatelné jsou dvě stavby.
- 1905 činžovní dům, Vídeň 5, Margaret Road 106
- 1908 dvojvila, Vídeň 17, Braungasse 7 a 9